# 지수 함수

지수 함수 의 그래프

지수 함수(指數函數, 영어: exponential function)란 거듭제곱의 지수를 변수로 하고, 정의역을 실수 전체로 정의하는 초월함수이다. 로그 함수의 역함수이다.

## 정의

### 거듭제곱을 통한 정의
지수 함수는 거듭제곱을 사용하여 정의할 수 있다. 먼저 거듭제곱 {\displaystyle a^{b}}를 다음과 같이 정의하자.
- {\displaystyle b}가 음이 아닌 정수일 때,
{\displaystyle a^{b}=\underbrace {a\times \cdots \times a} _{b}}
- {\displaystyle b}가 음의 정수일 때,
{\displaystyle a^{b}={\frac {1}{a^{-b}}}}
- {\displaystyle b=m/n}가 유리수이며, {\displaystyle m}과 {\displaystyle n}이 서로소이며, {\displaystyle a>0}일 때,
{\displaystyle a^{b}={\sqrt[{n}]{a^{m}}}}
- {\displaystyle b}가 실수이며, {\displaystyle a>0}일 때,
{\displaystyle a^{b}=\sup _{{\scriptstyle c\in \mathbb {Q} } \atop {\scriptstyle c<b}}a^{c}}

이제 지수 함수를 정의하자. 1이 아닌 양의 실수
{\displaystyle a>0}
{\displaystyle a\neq 1}
를 밑으로 하는 지수 함수 {\displaystyle f_{a}\colon \mathbb {R} \to \mathbb {R} ^{+}}는 다음과 같다.
{\displaystyle f_{a}(x)=a^{x}\qquad (x\in \mathbb {R} )}
여기서 우변은 밑이 {\displaystyle a}, 지수가 {\displaystyle x}인 거듭제곱이다. 즉, 지수 함수는 밑이 고정된 채 변화하는 지수에 대한 거듭제곱을 구하는 함수이다. 
함수
{\displaystyle \exp \colon \mathbb {R} \to \mathbb {R} ^{+}}
는 자연로그의 밑
{\displaystyle \mathrm {e} =2.71828\cdots }
을 밑으로 하는 지수 함수
{\displaystyle \exp x=\mathrm {e} ^{x}}
를 나타낸다. 지수 함수는 흔히 이 특수한 지수 함수만을 일컫는다. 또한, 이를 사용하여 일반적인 밑의 지수 함수를 다음과 같이 나타낼 수 있다.
{\displaystyle a^{x}={\mathrm {e} }^{x\ln a}}
여기서 {\displaystyle \ln }은 자연로그이다. 물론, 다른 특수한 밑부터 시작하여 일반적인 지수 함수에 이를 수도 있다. 하지만 다른 밑에 대한 지수 함수의 직접적인 정의는 상대적으로 더 복잡하다.

### 극한을 통한 정의
지수 함수 {\displaystyle \exp \colon \mathbb {R} \to \mathbb {R} ^{+}}는 다음과 같다.
{\displaystyle \exp x=\lim _{n\to \infty }\left(1+{\frac {x}{n}}\right)^{n}}
우변은 수열의 극한이다. 수열
{\displaystyle \left(1+{\frac {x}{n}}\right)^{n}}
은 유계 수열이며, {\displaystyle x>0}인 경우 순증가, {\displaystyle x<0}인 경우 순감소한다. 이는 보통 이항 정리를 사용하여 증명하며, 산술-기하 부등식을 통한 증명도 존재한다. 단조 수렴 정리에 따라, 이 수열은 수렴한다.
일반적인 밑
{\displaystyle a>0}
{\displaystyle a\neq 1}
에 대한 지수 함수는 다음과 같다.
{\displaystyle a^{x}=\exp(x\ln a)}
특히,
{\displaystyle \mathrm {e} ^{x}=\exp(x\ln \mathrm {e} )=\exp x}
이다.

### 멱급수를 통한 정의
지수 함수 {\displaystyle \exp \colon \mathbb {R} \to \mathbb {R} ^{+}}는 다음과 같다.
{\displaystyle {\begin{aligned}\exp x&=\sum _{n=0}^{\infty }{\frac {x^{n}}{n!}}\\&=1+x+{\frac {x^{2}}{2!}}+{\frac {x^{3}}{3!}}+\cdots \end{aligned}}}
우변은 지수 함수의 테일러 급수이다. 이 급수가 모든 {\displaystyle x}에 대하여 수렴함은 이를테면 비 판정법 또는 코시-아다마르 정리를 사용하여 보일 수 있다. 다른 정의를 사용하는 경우, 우변의 멱급수가 테일러 급수임은 이를테면 라그랑주 나머지 항에 대한 테일러 정리를 사용하여 보일 수 있다.
일반적인 밑
{\displaystyle a>0}
{\displaystyle a\neq 1}
에 대한 지수 함수는 다음과 같다.
{\displaystyle a^{x}=\exp(x\ln a)}
특히,
{\displaystyle \mathrm {e} ^{x}=\exp(x\ln \mathrm {e} )=\exp x}
이다.

### 로그 함수의 역함수로서의 정의
로그 함수를 정적분을 이용하여 정의할 경우, 지수 함수를 로그 함수의 역함수로 정의할 수 있다.
자연로그를 다음과 같이 정의하자.
{\displaystyle \ln x=\int _{1}^{x}{1 \over t}\,dt}
이때 {\displaystyle y=\ln x}는 강한 증가 함수이며 치역이 실수 전체이므로 역함수가 존재한다. 이때의 역함수를 {\displaystyle y=\exp(x)}라고 표기한다.
이 함수의 도함수는 역함수의 미분에 의하여
{\displaystyle {dy \over dx}={1 \over {dx \over dy}}={1 \over {1 \over y}}=y}
즉, {\displaystyle {d \over dx}\exp(x)=\exp(x)}이다. 또한, {\displaystyle \ln 1=0} 이므로, {\displaystyle \exp(0)=1}이다.
그리고 로그함수와의 역함수 관계를 이용하여 다음 등식이 성립함을 간단히 보일 수 있다.
{\displaystyle \exp(a+b)=\exp(a)\cdot \exp(b)}
{\displaystyle \exp(a)=p,\exp(b)=q}로 놓으면
{\displaystyle a=\ln p,b=\ln q}이므로 로그의 성질에 의하여 {\displaystyle a+b=\ln p+\ln q=\ln pq}
따라서 {\displaystyle \exp(a+b)=pq=\exp(a)\cdot \exp(b)}가 성립한다.
로그함수 {\displaystyle y=\ln x}는 정의역 전체에서 연속 함수이므로 중간값 정리에 의하여 방정식 {\displaystyle \ln x=1}를 만족하는 해 {\displaystyle x}가 존재하며, 단사함수이므로 실수 {\displaystyle x}는 단 한개만 존재한다. 방정식 {\displaystyle \ln x=1}의 해를 {\displaystyle x=e}라 하자.
{\displaystyle \therefore \ln e=1,\exp(1)=e}
이제 {\displaystyle \exp(x)=e^{x}}로 놓고 이것을 지수함수로 정의한다.
수학적 귀납법을 이용하면 {\displaystyle x}가 자연수일 때 {\displaystyle \exp(x)=\underbrace {e\times e\times e\times \cdots e} _{x}}임을 보일 수 있다.
이제 일반적인 밑을 가진 지수를 {\displaystyle a^{x}=e^{x\ln a}} {\displaystyle (a>0)}로 정의하자.
마찬가지로 수학적 귀납법을 이용하여 자연수 {\displaystyle x}에 대하여 {\displaystyle a^{x}=\underbrace {a\times a\times a\times \cdots a} _{x}}임을 보일 수 있다.
증명은 다음과 같다.
1에 대하여 성립
{\displaystyle a^{1}=e^{\ln a}=a}
{\displaystyle n}에 대하여 성립한다는 가정 아래, {\displaystyle n+1}에 대하여 성립
{\displaystyle a^{n}=\underbrace {a\times a\times a\times \cdots a} _{n}}
양변에 a를 곱하면
{\displaystyle a^{n}\cdot a=\underbrace {a\times a\times a\times \cdots a} _{n+1}}
위 식의 좌변은 다음과 같이 정리된다.
{\displaystyle a^{n}\cdot a=a^{n}\cdot a^{1}=e^{n\ln a}\cdot e^{\ln a}=e^{n\ln a+\ln a}=e^{(n+1)\ln a}=a^{n+1}}
{\displaystyle \therefore a^{n+1}=\underbrace {a\times a\times a\times \cdots a} _{n+1}}
따라서 수학적 귀납법에 의하여 자연수 {\displaystyle x}에 대하여 {\displaystyle e^{x\ln a}}로 정의된 {\displaystyle a^{x}}는 a를 x번 곱한 것과 같다.

## 성질
지수 함수의 정의역은 실수 전체이다. 지수 함수의 치역은 양의 실수의 집합 {\displaystyle \mathbb {R} ^{+}}이다.

### 단조성
지수 함수는 단조함수이다. 만약 {\displaystyle a>1}이라면, 지수 함수 {\displaystyle f(x)=a^{x}}는 증가함수이다. 만약 {\displaystyle 0<a<1}이라면, 지수 함수 {\displaystyle f(x)=a^{x}}는 감소함수이다.

### 극한
{\displaystyle a>1}일 때, 지수 함수의 양과 음의 무한대에서의 극한은 다음과 같다.
{\displaystyle \lim _{x\to \infty }a^{x}=\infty }
{\displaystyle \lim _{x\to -\infty }a^{x}=0}
{\displaystyle 0<a<1}일 때, 지수 함수의 양과 음의 무한대에서의 극한은 다음과 같다.
{\displaystyle \lim _{x\to \infty }a^{x}=0}
{\displaystyle \lim _{x\to -\infty }a^{x}=\infty }
따라서, 지수 함수는 {\displaystyle x}축을 점근선으로 갖는다.
지수 함수의 유한한 점에서의 극한은 함수의 값과 같다. 즉, 지수 함수는 연속 함수이다.
{\displaystyle \lim _{x\to x_{0}}a^{x}=a^{x_{0}}}

### 미분
밑이 자연로그의 밑인 지수 함수 {\displaystyle \mathrm {e} ^{x}}의 도함수는 스스로와 같다.
{\displaystyle {\frac {d}{dx}}\mathrm {e} ^{x}=\mathrm {e} ^{x}}
{\displaystyle a^{x}=\mathrm {e} ^{x\ln a}}이므로, 일반적인 지수 함수의 도함수는
{\displaystyle {\frac {d}{dx}}a^{x}=a^{x}\ln a}
가 된다.
연쇄 법칙을 통한 유도:
연쇄 법칙에 따라,
{\displaystyle {\frac {d}{dx}}a^{x}={\frac {d}{dx}}\mathrm {e} ^{x\ln a}={\frac {d\mathrm {e} ^{x\ln a}}{dx\ln a}}{\frac {dx\ln a}{dx}}=\mathrm {e} ^{x\ln a}\ln a=a^{x}\ln a}
음함수 미분을 통한 유도:
{\displaystyle y=a^{x}} 양변에 로그를 취하면 다음을 얻는다.
{\displaystyle \ln y=x\ln a}
양변을 {\displaystyle x}에 대하여 미분하면 다음을 얻는다.
{\displaystyle {\frac {1}{y}}{\frac {dy}{dx}}=\ln a}
정리하면 다음과 같다.
{\displaystyle {\frac {dy}{dx}}=y\ln a=a^{x}\ln a}
지수 함수 {\displaystyle y=\mathrm {e} ^{x}}는 미분 방정식
{\displaystyle dy/dx=y}
{\displaystyle y(0)=1}
의 유일한 해이다. 이는 지수 함수의 정의로 삼을 수 있다.

### 체론적 성질
다음과 같은 유리수 계수 다항식을 생각하자.
{\displaystyle {\begin{aligned}f_{n}(x)&=\sum _{i=0}^{n}x^{i}/i!\\&=((\exp x)/\Gamma (n+1))\int _{x}^{\infty }t^{n}\exp(-t)\,dt\\&\in \mathbb {Q} [x]\end{aligned}}}
즉, 이는 지수 함수 {\displaystyle \exp }의 테일러 급수의 부분합이다. 이 다항식은 유리수 계수 다항식이며, {\displaystyle n\neq 0}인 경우 기약 다항식이다. 또한, 이 다항식의 분해체의 갈루아 군은 다음과 같다.:274, Example 8(a)
{\displaystyle \operatorname {Gal} (f_{n})\cong {\begin{cases}\operatorname {Sym} (n)&4\nmid n\\\operatorname {Alt} (n)&4\mid n\end{cases}}}

## 같이 보기
- 자연로그의 밑
- 행렬 지수 함수
- 지수열

## 참고 문헌
1. ↑  Schur, Issai (1930). “Gleichungen ohne Affekt”. 《Sitzungsberichte der Preußischen Akademie der Wissenschaften, Physikalisch-Mathematische Klasse》 (독일어). 1930년: 443–449. JFM 56.0110.02.
2. ↑  Schur, Issai (1931). “Affektlose Gleichungen in der Theorie der Laguerreschen und Hermiteschen Polynome”. 《Journal für die Reine und Angewandte Mathematik》 (독일어) 165: 52–58. doi:10.1515/crll.1931.165.52. EuDML 149767. ISSN 0075-4102. JFM 57.0125.05. MR 1581272. Zbl 0002.11501.
3. ↑  Lang, Serge (2002). 《Algebra》. Graduate Texts in Mathematics (영어) 211 개정 3판. 뉴욕: Springer. doi:10.1007/978-1-4613-0041-0. ISBN 978-1-4612-6551-1. ISSN 0072-5285. MR 1878556. Zbl 0984.00001. 구글 도서 Fge[…].